# Maria Bueno

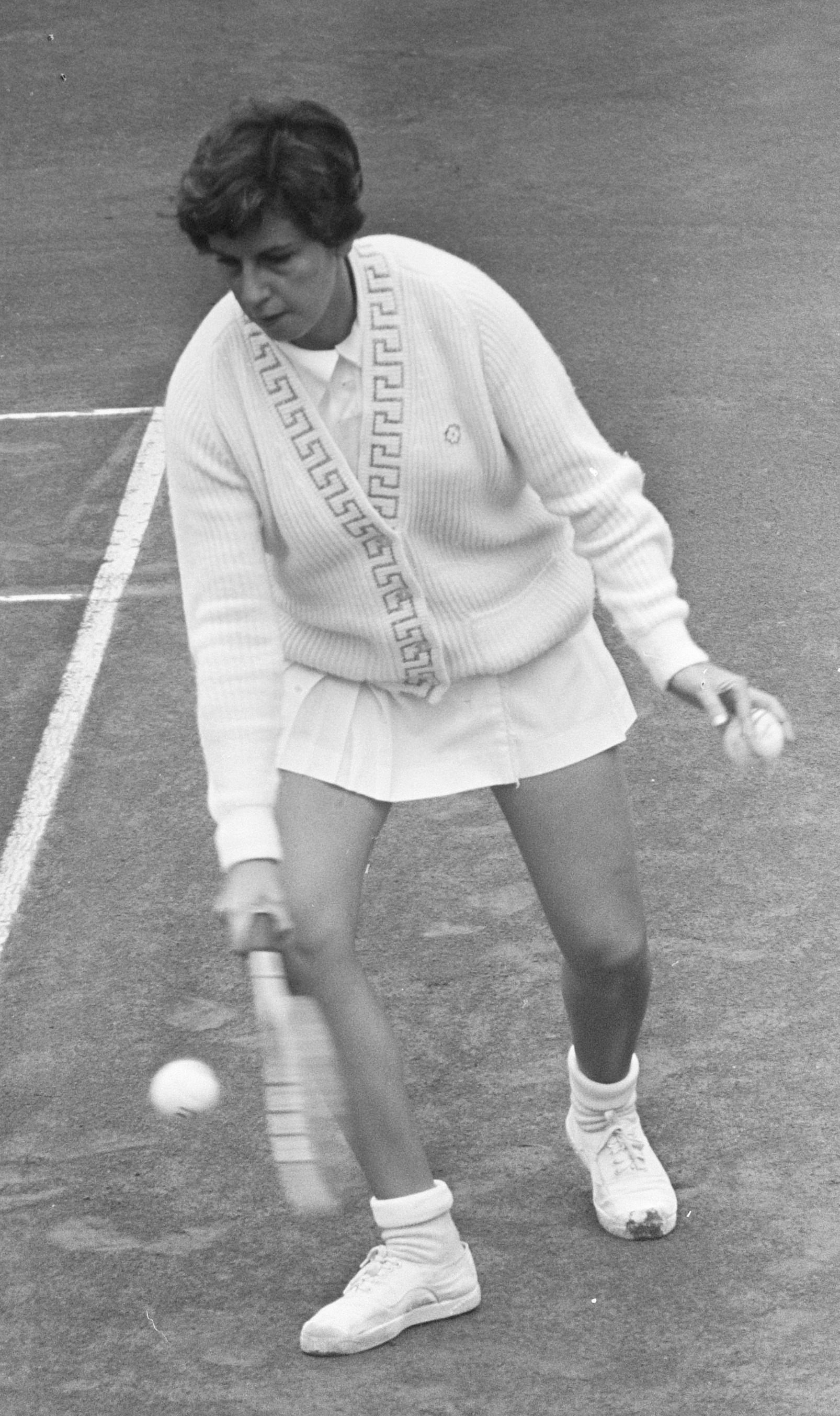
Maria Bueno 1964.

Maria Bueno, fullständigt namn Maria Esther Andion "Svalan" Bueno, född 11 oktober 1939 i São Paulo, Brasilien, död 8 juni 2018 i São Paulo, var en brasiliansk tennisspelare som räknas till en av de främsta genom tiderna. År 1959, vid 20 års ålder, rankades hon första gången som världsetta. Hon gjorde det också säsongerna 1960, 1964 och 1966. Hon vann totalt sju singeltitlar i Grand Slam-turneringar. 
Maria Bueno upptogs 1978 i International Tennis Hall of Fame.

## Tenniskarriären
Maria Bueno vann 1959 sin första GS-titel i singel genom att i finalen i Wimbledonmästerskapen besegra amerikanskan Darlene Hard (6-4, 6-3). Senare på året vann hon också Amerikanska mästerskapen där hon i finalen slog brittiskan Christine Truman Janes. Maria Bueno hyllades efter dessa segrar som "nationalhjälte" i sitt hemland. Säsongen därpå, 1960, vann hon åter singeltiteln i Wimbledon, varvid man hyllade henne med en staty i hennes hemstad. 
Bueno dominerade tillsammans med australiskan Margaret Smith Court damtennisen under de fem första åren av 1960-talet. År 1963 besegrade hon Court i finalen i Amerikanska mästerskapen (7-5, 6-4), och 1964 vann hon åter Wimbledontiteln, också denna genom finalvinst över Court (6-4, 7-9, 6-3). Court besegrade dock Bueno i Wimbledonfinalen 1965. Året därpå mötte hon den nya storspelaren Billie Jean King i Wimbledonfinalen och förlorade med 3-6, 6-3, 1-6. Sin sista singeltitel vann Bueno 1966 i Amerikanska mästerskapen (finalbesegrade amerikanskan Nancy Richey).
Bueno nådde singelfinalerna i Franska mästerskapen (1964) och Australiska mästerskapen (1965), men förlorade båda gångerna mot Margaret Smith Court. Däremot vann hon ett flertal dubbeltitlar i dessa GS-turneringar liksom i Amerikanska mästerskapen och Wimbledon. Den senare turneringen vann hon första gången 1958 tillsammans med amerikanskan Althea Gibson. Mest framgångsrik som dubbelspelare var hon tillsammans med Darlene Hard. I par med henne vann hon fyra GS-titlar.
Bueno vann singeltiteln i Italienska mästerskapen i Rom 1958, 1961 och 1965. Hon deltog i det brasilianska laget i Federation Cup 1965.

## Spelaren och personen
Maria Bueno växte upp i en välbärgad familj i São Paulo, invid en större tennisklubb. Hon började därför tidigt att spela tennis, men kom aldrig att ha en regelbunden tränare. Hon utbildade sig till skollärare, och under studietiden varvade hon med stor disciplin sin utbildning med daglig tennisträning.
Hon tillägnade sig, i princip genom att iaktta andra spelare, en utsökt teknik med majestätiska klassiska grundslag och en av de bästa servarna genom tiderna. Hon spelade med stor koncentration, snabbhet och effektivitet ett rikt varierat spel, som var bäst lämpat för gräsunderlag. Det har sagts att när hon tillfälligtvis var "ur slag", kunde hennes spel rasa samman och bli "uppseendeväckande dåligt" .
Under större delen av sin karriär besvärades Bueno av hälsoproblem. Under 1961–1962 led hon av gulsot. Säsongen 1969 drabbades hon av tennisarmbåge, vilken successivt förvärrades och, tillsammans med andra benskador, tvingade henne att upphöra med tävlingstennis från 1970. Hon gjorde i mitten av 1970-talet ett comeback-försök med viss framgång, bland annat som deltagare i Wimbledon.

## Grand Slam-finaler, singel

### Titlar (7)
| År   | Mästerskap                   | Finalmotståndare         | Setsiffror    |
| 1959 | Wimbledon                    | Darlene Hard             | 6-4, 6-3      |
| 1959 | Amerikanska mästerskapen     | Christine Truman Janes   | 6-1, 6-4      |
| 1960 | Wimbledon (2)                | Sandra Reynolds Price    | 8-6, 6-0      |
| 1963 | Amerikanska mästerskapen (2) | Margaret Smith Court     | 7-5, 6-4      |
| 1964 | Wimbledon (3)                | Margaret Smith Court     | 6-4, 7-9, 6-3 |
| 1964 | Amerikanska mästerskapen (3) | Carole Caldwell Graebner | 6-1, 6-0      |
| 1966 | Amerikanska mästerskapen (4) | Nancy Richey Gunter      | 6-3, 6-1      |

### Finalförluster (Runners-up) (5)
| År   | Mästerskap               | Finalmotståndare     | Setsiffror            |
| 1960 | Amerikanska mästerskapen | Darlene Hard         | 6-4, 10-12, 6-4       |
| 1964 | Franska mästerskapen     | Margaret Smith Court | 5-7, 6-1, 6-2         |
| 1965 | Australiska mästerskapen | Margaret Smith Court | 5-7, 6-4, 5-2 retired |
| 1965 | Wimbledon                | Margaret Smith Court | 6-4, 7-5              |
| 1966 | Wimbledon                | Billie Jean King     | 6-3, 3-6, 6-1         |

## Övriga Grand Slam-titlar
- Australiska mästerskapen
  - Dubbel - 1960
- Franska mästerskapen
  - Dubbel - 1960
  - Mixed dubbel - 1960
- Wimbledonmästerskapen
  - Dubbel - 1958, 1960, 1963, 1965, 1966,
- Amerikanska mästerskapen
  - Dubbel - 1960, 1962, 1966, 1968